# Dacian Cioloș
Dacian Cioloș (ur. 27 lipca 1969 w Zalău) – rumuński inżynier rolnictwa i polityk, w latach 2007–2008 minister rolnictwa, od 2010 do 2014 komisarz UE ds. rolnictwa i rozwoju obszarów wiejskich w Komisji Europejskiej pod przewodnictwem José Manuela Barroso, w latach 2015–2017 premier Rumunii.

## Życiorys
Po ukończeniu technikum rolno-przemysłowego w Șimleu Silvaniei kształcił się na wydziale ogrodniczym Uniwersytetu Nauk Rolniczych i Medycyny Weterynaryjnej w Klużu-Napoce (1989–1994). W 1997 ukończył studia w szkole rolniczej École nationale supérieure agronomique de Rennes, a w doktoryzował się 2006 uzyskał stopień doktora na Université Montpellier-I.
Na początku lat 90. zatrudniony we Francji, gdzie m.in. opracowywał projekty rozwoju regionów rolniczych. W latach 1997–1999 pracował w Dyrekcji Generalnej ds. Rolnictwa i Rozwoju Wsi Komisji Europejskiej, pomagając w opracowaniu programu SAPARD. Od 1999 do 2001 zatrudniony we francuskich agencjach rozwoju obszarów wiejskich. Po powrocie do kraju pracował jako doradca ministra rolnictwa (2005–2007). W maju 2007 uzyskał nominację na podsekretarza stanu ds. europejskich. Od października 2007 do grudnia 2008 sprawował funkcję ministra rolnictwa, leśnictwa i rozwoju wsi w rządzie Călina Popescu-Tăriceanu.
W październiku 2009 uzyskał rekomendację rządu krajowego na funkcję komisarza europejskiego. 27 listopada 2009 ogłoszono, że w nowej Komisji Europejskiej obejmie resort rolnictwa. Działalność jako komisarz rozpoczął 10 lutego 2010 (po zatwierdzeniu składu KE przez Parlament Europejski). Zakończył urzędowanie wraz z całą KE w 2014. W 2015 Jean-Claude Juncker powołał go na specjalnego doradcę przewodniczącego Komisji Europejskiej ds. bezpieczeństwa żywności.
10 listopada 2015, po rezygnacji złożonej przez Victora Pontę, prezydent Klaus Iohannis desygnował go na urząd premiera Rumunii, powierzając mu misję stworzenia technicznego rządu funkcjonującego do czasu wyborów parlamentarnych w 2016. Jako premier Rumunii rozpoczął urzędowanie 17 listopada 2015, gdy jego rząd uzyskał wotum zaufania. Stanowisko to zajmował do 4 stycznia 2017, gdy nowym premierem został Sorin Grindeanu.
W marcu 2018 powrócił do aktywności politycznej, założył wówczas ugrupowanie pod nazwą Mişcarea România Împreună. Rejestracja partii napotkała jednak problemy. W międzyczasie została natomiast zarejestrowana formacja PLUS, którą w grudniu 2018 ogłoszono jako oficjalną inicjatywę byłego premiera.
W wyborach w 2019 jako lider koalicji PLUS i Związku Zbawienia Rumunii uzyskał mandat eurodeputowanego IX kadencji. W czerwcu tegoż roku wybrany na przewodniczącego nowej liberalnej frakcji w PE pod nazwą Odnówmy Europę; kierował nią do 2021.
W sierpniu 2020 partie USR i PLUS podjęły decyzję o połączeniu, do którego doszło ostatecznie w kwietniu 2021, gdy sąd zatwierdził fuzję i powołanie wspólnego ugrupowania USR PLUS. Dacian Cioloș został jego współprzewodniczącym. W październiku 2021 wybrany na jego przewodniczącego, pokonał w drugiej turze wyborów Dana Barnę, a samo ugrupowanie powróciło do nazwy Związek Zbawienia Rumunii. W tym samym miesiącu prezydent Klaus Iohannis w trakcie kryzysu politycznego powierzył mu misję stworzenia rządu; większość ugrupowań parlamentarnych odmówiła jednak jego wsparcia. W lutym 2022 ustąpił z funkcji przewodniczącego USR, gdy władze partii odrzuciły przedstawione przez niego propozycje programowe. Zrezygnował później z członkostwa w związku, a w czerwcu 2022 zainicjował powołanie nowego ugrupowania pod nazwą REPER.

## Odznaczenia
- Komandor Orderu Zasługi Rolniczej (2007)[15]